# Rik Van Uffelen
Rik Van Uffelen (1948) is een Vlaams acteur, bekend van zijn rollen uit Terug naar Oosterdonk en Kongo. Van Uffelen speelde talrijke rollen op televisie, in films en in het theater.

## Levensloop
Rik Van Uffelen studeerde in 1970 af aan de Studio Herman Teirlinck.
Naast Het Verdriet van België, Terug naar Oosterdonk en Kongo was hij op televisie te zien in Recht op Recht (2000), De geheime dienst (2000) en De Wet volgens Milo (2005).  In 1974 was hij Toon Swagemakers in de serie Merijntje Gijzen en in 1990 speelde hij de rol van Pastoor Hogevelt in De Brug. In 1993 speelde hij de hoofdrol in de VPRO-kinderserie De man met de hoed. In 2012 vertolkte hij een hoofdrol als Jacques Leroi in de fictiereeks De Vijfhoek.
Gastrollen in televisieseries had hij in Seth & Fiona (1993), Wij Alexander (1998), Flikken (1999) en Windkracht 10. In 2007 en 2008 speelde hij de rol van Jozef Engels in Kinderen van Dewindt. Volgden Matroesjka's (2008), Flikken Maastricht (seizoen 2, 6 afleveringen als notaris Lei Cavelier, 2008), Aspe (2010) en Rang 1 (2011).
Hij vertolkte hoofdrollen in de films De zondagsjongen (1992), De Johnsons (1992, als De Graaf), De nietsnut (1994, als Dirk Zwager) en Confituur (2004, als Tuur).
Voor zijn bijrol in Sprakeloos van Hilde Van Mieghem (2017, als Roger) werd hij genomineerd voor een Ensor.
Van Uffelen speelde bij Het Nationale Toneel onder meer in het stuk Heksenjacht van Arthur Miller de rol van Dominee Hale. Bij het Toneelhuis volgden Komedie der verleiding en Kathalzen.  Bij Het Net stond hij op de planken met Een slaapwandeling. In seizoen 2007/2008 was hij te zien zijn als King Lear. Theatergroep Het Vervolg speelde deze klassieker één seizoen lang in Nederland en België.